# Massimiliano Fuksas
 (septembre 2011).
Si vous disposez d'ouvrages ou d'articles de référence ou si vous connaissez des sites web de qualité traitant du thème abordé ici, merci de compléter l'article en donnant les références utiles à sa vérifiabilité et en les liant à la section « Notes et références ».
Massimiliano Fuksas, né le 9 janvier 1944 à Rome, est un architecte contemporain italien.

## Biographie

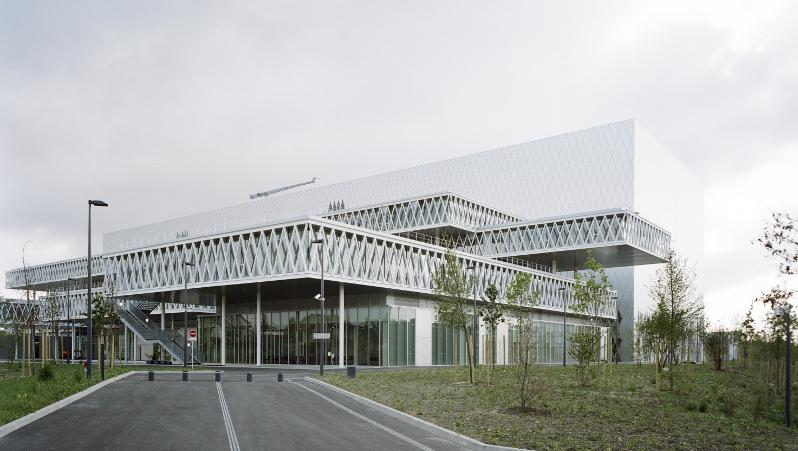
Archives nationales de France à Pierrefitte-sur-Seine

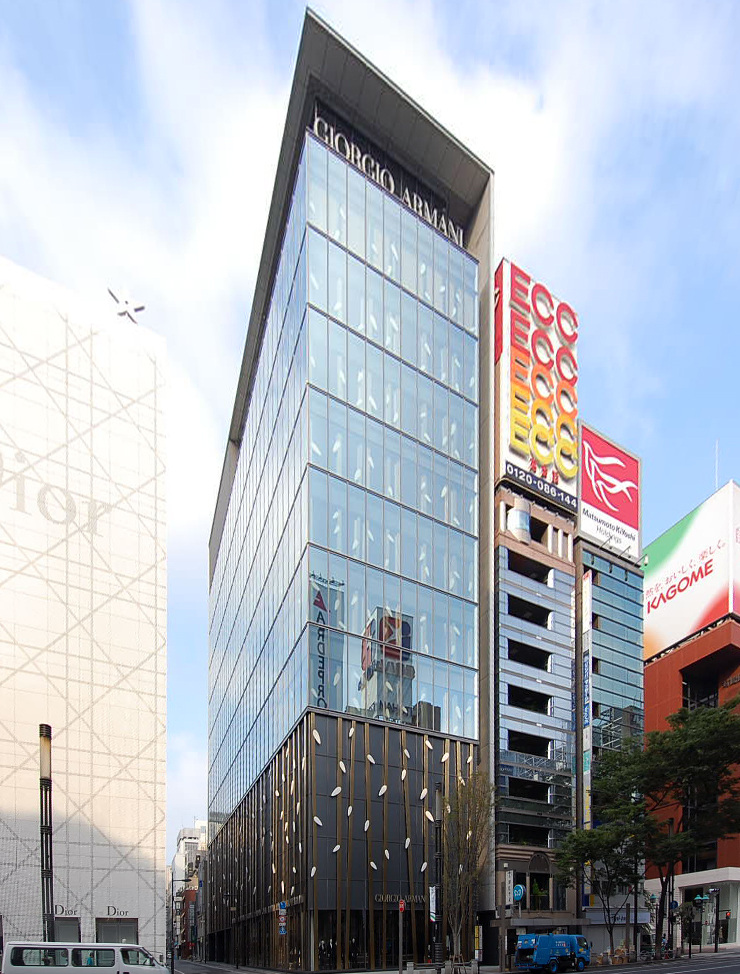
Armani Store à Tokyo

Il est né d’un père lituanien et d’une mère italienne d’origine française et autrichienne. Après la mort prématurée de son père, il part vivre à Graz chez sa grand-mère maternelle.
Il reçoit d'abord une formation de peintre avant de se tourner vers la carrière d'architecte. Il s'initie à la couleur auprès de Giorgio De Chirico, personnage qui marquera toute sa carrière. D'ailleurs, il ne délaissera jamais la peinture en parallèle de sa carrière d'architecte.
Il fonde en 1967 son premier atelier avec sa première femme Anna Maria Sacconi et obtient son diplôme d'architecte auprès de la faculté d'architecture de l'université de Rome « La Sapienza » en 1969.
Au départ, il exerce son art dans le domaine des cimetières. Pour le cimetière d'Orvieto, il renoue avec la tradition étrusque en utilisant le tufo pour construire un rempart. À Civita Castellana, c'est une enceinte elliptique inspirée de Giotto qu'il imagine.
Fuksas a enseigné à Rome, Stuttgart, à l'université Columbia à New York, à Hanovre et à l'académie des arts plastiques à Vienne (jusqu'en 1997).
En 1989, il ouvre sa deuxième agence rue du Temple, à Paris, et en 1996, le troisième atelier à Vienne (Autriche). En juillet 1998, il est responsable de l'architecture de la ville de Venise, puis membre des conseils de réalisation architecturale de Berlin et Salzbourg. Fuksas est conseiller de l'aéroport Roissy-Charles-de-Gaulle à Paris.
Il obtient le grand prix national de l'architecture en 1999. Il a été directeur de la Biennale de Venise en 2000, qui avait pour thème « Moins d'esthétique, plus d'éthique ».
Fuksas est également engagé politiquement et n'hésite pas à intervenir dans le débat public. En avril 2008, lors de l'émission télévisée Annozero (it), il fait la relation entre la victoire électorale de Silvio Berlusconi et l'« ignorance abyssale » des Italiens. Voulant démontrer son propos, il fustige Berlusconi, qui aurait attribué à Jules César la citation « J'aimerais mieux être le premier dans ce village que second à Rome » alors que, selon Fuksas, la sentence aurait été de Cicéron. Dans les jours qui suivirent, la presse ne manque pas de railler à son tour Fuksas après avoir démontré que la phrase était bien attribuée à Jules César par Plutarque.
En 1999, il prend position contre les travaux engagés par Francesco Rutelli, alors maire de Rome, dans l'optique du Jubilé du Vatican. « Francesco Rutelli s'est plié aux intérêts de l'Église, des grandes familles de propriétaires et aux commerçants ! », s'insurge-t-il dans une violente tribune, dénonçant les dépenses occasionnées par la restauration d'une centaine d'églises et d'autant de sites archéologiques et de musées.
Son engagement lui vaut d'être au cœur d'anecdotes picaresques relatées par la presse italienne. En mars 2010, il se bat avec l'homme politique Guido Bertolaso dans le restaurant romain La Nuova Fiorentina, après l'avoir traité de « voleur » et de « merde fasciste ».
Depuis octobre 2007, il fait l'objet d'une procédure pénale ouverte par le procureur de Marsala, en Sicile, en raison de la construction d'un somptueux domaine réalisé sans les autorisations nécessaires au cœur du parc archéologique de l'île de Pantelleria.
Il partage sa vie avec Doriana Fuksas, qui dirige les projets de design de l'agence.

## Principales réalisations

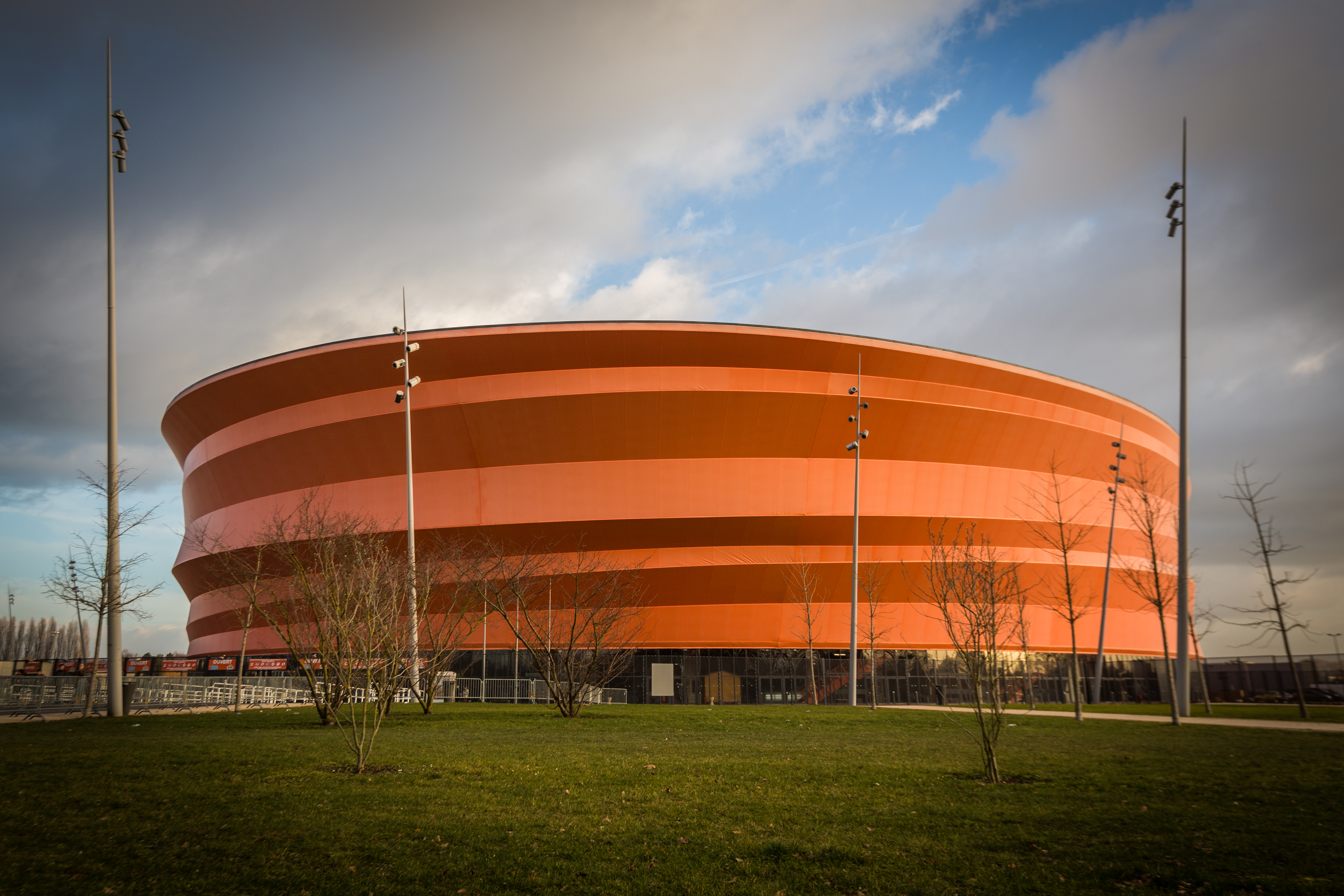
Zénith de Strasbourg

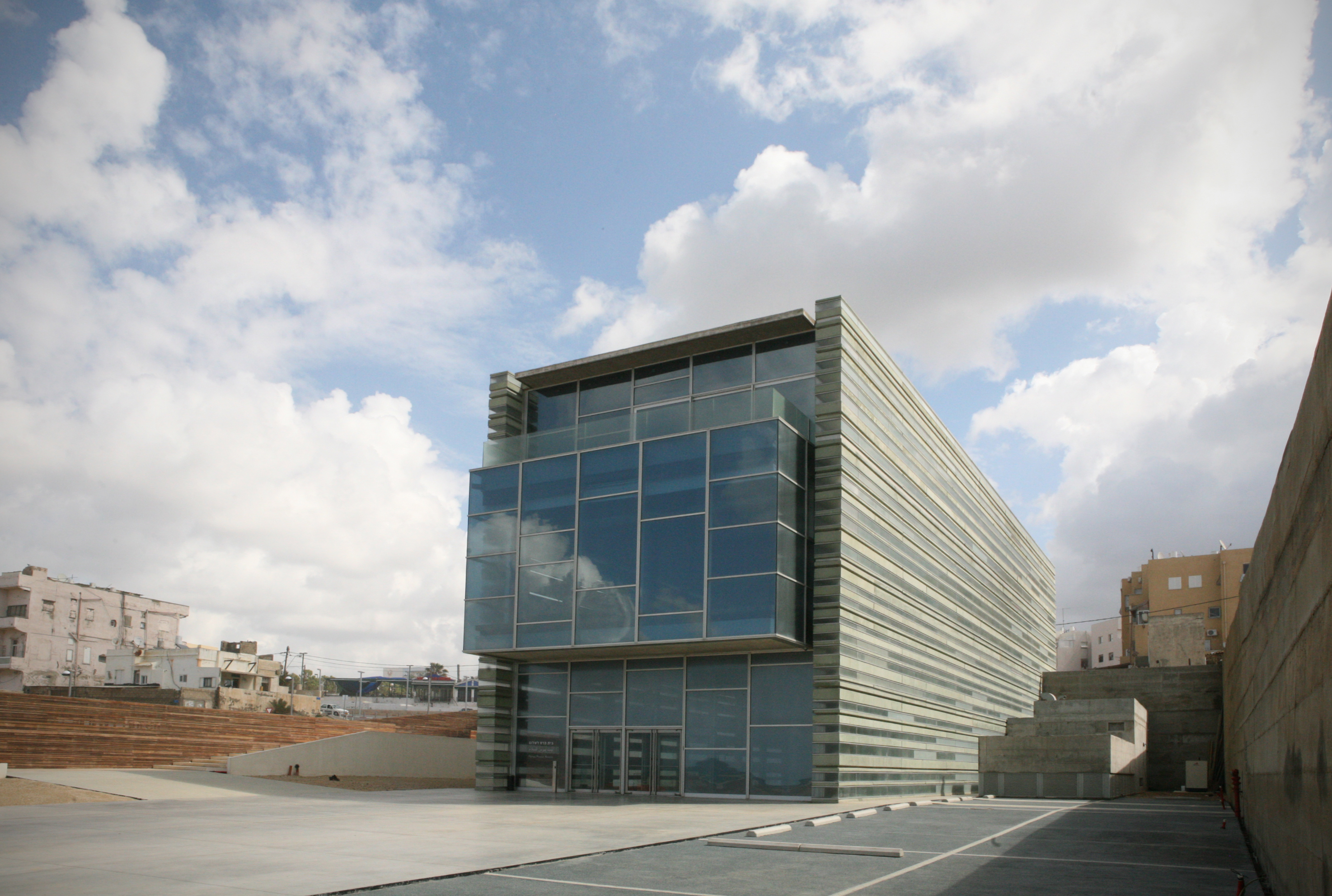
Centre Peres pour la Paix à Tel Aviv-Jaffa

- Complexe scolaire à Anagni (Italie).
- Restructuration de l'ensemble Candie-Saint Bernard à Paris.
- Constructions d'université à Brest et Limoges.
- Transformation d'une église en médiathèque « Espace Diderot » à Rezé.
- Cité universitaire Flora Tristan, Hérouville-Saint-Clair.
- Maison des Arts (MDA), Université Bordeaux Montaigne, Bordeaux en 1994[1] (rénovation en 2012)
- Le centre commercial « Europarc » à Salzbourg.
- Deux gratte-ciel de bureau et un Kinocenter à Vienne.
- Constructions d'habitation et  de bureaux à Hambourg, Milan et Paris.
- La Maison de la Communication à Guyancourt en 1991.
- L'entrée de la grotte de Niaux, en Ariège (1994)
- La Foire de Milan (2005) Photos
- Zénith de Strasbourg.
- Zénith d'Amiens (6000 places)
- My "Zeil" - Centre commercial à Francfort-sur-le-Main.
- Archives nationales à Pierrefitte-sur-Seine
- Lycée hôtelier Georges Frêche à Montpellier, quartier Port Marianne, 2012
- Palais de l'Union Militaire à Rome
- Église Saint Paul l'Apôtre à Foligno, Italie en 2009

## En projet
- « La maison de la paix » en Israël
- Salle de congrès dans le quartier EUR (Esposizione Universale di Roma) à Rome Images
- Futur complexe Euroméditerranée (Marseille) en collaboration avec les agences d'architecture Mathoulin-Jardin et Lehoux-Phily-Samaha.

## Citations
« Qu'est donc l'architecture, sinon un travail de l'esprit pour l'esprit ? »

« Être architecte ne me suffit pas. »

« Je conçois toujours mes projets sous l’aspect de trois lumières : la lumière directe naturelle, la lumière indirecte telle qu’on la perçoit ici et là en des points particuliers et la lumière mystérieuse, magique, dont on ne sait pas d’où elle vient. »

« La paix n'est pas quelque chose de circonscrit, mais plutôt un sentiment de plénitude et de sérénité qu'un espace, qu'une architecture, peut communiquer. »

« Dans mon travail d'architecte, j'ai très souvent trouvé mon idée de départ devant le grand écran, dans la solitude d'une salle obscure. »

« Les règles sont faites pour avantager ceux qui les transgressent. »